# 行動障害
行動障害（こうどうしょうがい、英語: Emotional and behavioral disorders, EBD）とは、主に認知症患者や知的障害者が併発させる、飛び出しを含む自傷行動、殴打や噛みつき、物壊、異食、多動、何時間もの号泣や大声、弄便など不潔行為など周囲の者の生活に危害を及ぼす行動等をする他害、特定のモノや習慣に異常な執着などを示す障害。感情・行動障害とも言われる。これらの行動が著しく高い頻度と強度で生じており、処方を行なっても改善が見られず、家庭での養育が困難なモノを強度行動障害と言われる。強度行動障害は特に、中学生となった思春期の頃に自閉スペクトラム症（ASD。自閉症、アスペルガー症候群）を伴う重知的障害者が併発する傾向がある。

## 概要
医学的な診断名である「行動障害」とは異なり、「強度行動障害」とは行政上に特別な支援を要する深刻な行動障害者のケースを分類するために用いられる用語である。強度行動障害に該当する場合、異食、睡眠の乱れ、物品破壊、過度なこだわり、他害、自傷、多動などの行動が著しく高頻度で現れ、本人や周囲の生活に重大な支障を及ぼす。強度行動障害は、重度または最重度の知的障害や自閉スペクトラム症を有する者に多く見られ、感覚過敏やコミュニケーション困難に加え、環境との不適合や生活上の見通しの欠如により強い不安が生じ、それが行動の問題を誘発するとされる。
「強度行動傷害」の概念は1988年、行動障害児（者）研究会代表の飯田雅子らによって提唱されたもので、「家庭で通常の育て方をし、かなりの養育努力があっても著しい処遇困難が持続している」者に対して、特別な配慮と支援の必要性があるとの認識に基づいている。「強度行動障害」は医学的な診断名ではなく、その人の行動の状態を分類するための行政上の用語であり、自傷行為、他害行為、過度なこだわり、物品の破壊、睡眠障害、異食、多動など、本人や周囲の生活に著しい支障を及ぼす行動が高頻度で現れ、通常の支援では対応が困難なため、特別な配慮や支援が求められる状態を指す。。

## 判定基準
厚生労働省が定めた12の「行動関連項目」に対し、各項目を0〜2点で評価し、合計が10点以上となった場合、行動援護事業、重度訪問介護、重度障害者等包括支援の対象となる。過去半年以上にわたりその行動が継続している場合に実施され、評価は市町村や医師、支援者が行う。
|                                          | 0点                                                     | 1点                                                                                     | 2点                                                                 |
| ---------------------------------------- | ------------------------------------------------------- | --------------------------------------------------------------------------------------- | ------------------------------------------------------------------- |
| 1. コミュニケーション                    | 日常生活に支障がない                                    | - 特定の者であればコミュニケーションがとれる - 会話以外の方法でコミュニケーションできる | - 独自の方法でコミュニケーションできる - コミュニケーションできない |
| 2. 説明理解                              | 理解できる                                              | 理解できない                                                                            | 理解できているか判断できない                                        |
| 3. 大声・奇声を出す                      | - 支援不要 - まれに支援が必要 - 月に1回以上の支援が必要 | 週に1回以上の支援が必要                                                                 | ほぼ毎日（週5日以上）の支援が必要                                   |
| 4. 異食行動                              | - 支援不要 - まれに支援が必要 - 月に1回以上の支援が必要 | 週に1回以上の支援が必要                                                                 | ほぼ毎日（週5日以上）の支援が必要                                   |
| 5. 多動・行動停止                        | - 支援不要 - まれに支援が必要 - 月に1回以上の支援が必要 | 週に1回以上の支援が必要                                                                 | ほぼ毎日（週5日以上）の支援が必要                                   |
| 6. 不安定な行動                          | - 支援不要 - まれに支援が必要 - 月に1回以上の支援が必要 | 週に1回以上の支援が必要                                                                 | ほぼ毎日（週5日以上）の支援が必要                                   |
| 7. 自らを傷つける行為                    | - 支援不要 - まれに支援が必要 - 月に1回以上の支援が必要 | 週に1回以上の支援が必要                                                                 | ほぼ毎日（週5日以上）の支援が必要                                   |
| 8. 他人を傷つける行為                    | - 支援不要 - まれに支援が必要 - 月に1回以上の支援が必要 | 週に1回以上の支援が必要                                                                 | ほぼ毎日（週5日以上）の支援が必要                                   |
| 9. 不適切な行為                          | - 支援不要 - まれに支援が必要 - 月に1回以上の支援が必要 | 週に1回以上の支援が必要                                                                 | ほぼ毎日（週5日以上）の支援が必要                                   |
| 10. 突発的な行動                         | - 支援不要 - まれに支援が必要 - 月に1回以上の支援が必要 | 週に1回以上の支援が必要                                                                 | ほぼ毎日（週5日以上）の支援が必要                                   |
| 11. 過食・反すう等                       | - 支援不要 - まれに支援が必要 - 月に1回以上の支援が必要 | 週に1回以上の支援が必要                                                                 | ほぼ毎日（週5日以上）の支援が必要                                   |
| 12. てんかん（主治医の意見書により確認） | 年に1回以上                                             | 月に1回以上                                                                             | 週に1回以上                                                         |

また、以下の「強度行動障害判定基準」の合計点が20点以上となる場合、障害児入所施設における強度行動障害児支援加算の対象となる。
| 行動障害の内容                                                    | 行動障害の日安の例示 | 1点         | 3点          | 5点       |
| ----------------------------------------------------------------- | --- | ----------- | ------------ | --------- |
| 1. ひどく自分の体を叩いたり傷つけたりする等の行為                 | 肉が見えたり、頭部が変形に至るような叩きをしたり、つめをはぐなど | 週に1回以上 | 1日に1回以上 | 1日中     |
| 2. ひどく叩いたり蹴ったりする等の行為                             | 噛みつき、蹴り、なぐり、髪を引っ張る、頭突きなど、けがにつながる可能性がある行為 | 月に1回以上 | 週に1回以上  | 1日に頻回 |
| 3. 激しいこだわり                                                 | 強く制止しても、自分のこだわりを貫こうとする行動。たとえば、どうしても服を脱ごうとする、外出を拒み続ける、何百メートルも離れた場所まで物を取りに行く、といった行為が繰り返され、止めようとしても制止できない状態 | 週に1回以上 | 1日に1回以上 | 1日に頻回 |
| 4. 激しい器物破損                                                 | ガラス・家具・ドア・食器・椅子・眼鏡などを壊す。服を無理やり破ろうとするなど、本人や周囲に危険が及ぶ行動 | 月に1回以上 | 週に1回以上  | 1日に頻回 |
| 5. 睡眠障害                                                       | 昼夜逆転、ベッドにいられずに人や物に危害を加えるなど | 月に1回以上 | 週に1回      | ほぼ毎日  |
| 6. 食べられないものを口に入れる、過食、反すう等の食事に関する行動 | テーブルをひっくり返したり食器を投げたりする、椅子に座っていられず一緒に食事ができない。また、便や釘、石などを食べて体に異常をきたす「異食」や、特定のものしか食べず健康に影響を与える「偏食」などが見られる     | 週に1回以上 | ほぼ毎日     | ほぼ毎食  |
| 7. 排せつに関する強度の障害                                       | 便を手でこねたり、便を投げたり、便を壁面になすりつける。強迫的に排尿排便行為を繰り返すなど | 月に1回以上 | 週に1回以上  | ほぼ毎日  |
| 8. 著しい多動                                                     | 身体・生命の危険につながる飛び出し、目を離すと一時も座れず走り回る、ベランダの上など高く危険な所に上がるなど | 月に1回以上 | 週に1回以上  | ほぼ毎日  |
| 9. 通常と違う声を上げたり、大声を出す等の行動                     | たえられない様な大声を出す。一度泣き始めると大泣きが長時間続く | ほぼ毎日    | 1日中        | 絶えず    |
| 10. パニックへの対応が困難                                        | 一度パニックになると、体力的にも手がつけられず、周囲が対応しきれない状態になる | -           | -            | 困難      |
| 11. 他人に恐怖感を与える程度の粗暴な行為があり、対応が困難        | 日常生活のちょっとしたことを注意しても、爆発的な行動を呈し、かかわっている側が恐怖を感じさせられるような状況がある                                                                                               | -           | -            | 困難      |

このほかに、国際的に使用されている指標として、ABC（Aberrant Behavior Checklist、日本語版はABC-J）やBPI（Behavior Problem Inventory）などがある。

## 軽度行動障害への対処方法
軽度の行動障害かつ年齢10歳以上の場合はポジティブ行動支援 (positve behavior support: PBS) が可能とされている。PBSでは、望ましい行動の増加を目指した支援が行われる。望ましい行動が生起した際、即座に肯定的なフィードバック（賞賛・承認など）を行い、本人にとって望ましい行動の生起頻度を増やしていく。 軽度知的障害者入所更生施設において多飲の行動障害を持つ自閉症患者には、望ましくない行動をとがめるのではなく、望ましくない行動の代わりとなる行動（代替行動）の形成を支援し、本人をサポートするのが良いとされる。定型児に用いる叱咤などを用いない方法の代表格であり、軽度には認知療法・認知行動療法を軸に支援計画を立てていくことが望ましい。

## 支援

### 機能的アセスメント
強度行動障害を有する人への支援においては、「機能的アセスメント（機能分析）」の実施が不可欠である。これは、問題行動の背景にある行動の機能、すなわちその行動が持つ目的や意味を明らかにするものである。機能的アセスメントにより、問題行動がなぜ生じているのかを明確にし、その結果に基づいた支援を行うことが求められる。このような支援は、応用行動分析の理論と手法に基づいて行われることが多く、観察とデータに基づいた体系的なアプローチが特徴である。
行動の機能は以下のように分類される：
- 物や活動の要求：好ましい物や活動を得るために行われる行動。
- 注目の獲得：他者からの関心や注目を得ることを目的とした行動。
- 回避・逃避：不快な状況や苦手な活動から逃れるための行動。
- 感覚刺激の追求：自己刺激や退屈の回避など、感覚的な満足を得るための行動[19]。

なお、1つの行動が複数の機能を有している場合もある。支援者は、機能的アセスメントにより行動の機能を特定し、その結果に基づいて、環境の調整や問題行動と同じ機能を持つ適切な代替行動の形成を促す支援を行う。
主に用いられるアセスメント手法は以下の通り：
- MAS（Motivation Assessment Scale）：行動の機能を特定するための16項目からなる質問紙。問題行動の直前・直後の状況に関する質問に、対象者をよく知る支援者が回答する形式で実施される。スコアが最も高い機能が、行動の主な動機であると推定される[21]。
- ABC分析：行動のA（Antecedent：先行条件）、B（Behavior：行動）、C（Consequence：結果）を整理する[22]。
- ストラテジーシート：ABC分析に基づいて、事前の対応の工夫、望ましい行動、適切なほめ方、問題行動が発生した際の対応策を具体的に記述する[23]。
- ABCDEF分析：ABC分析に、D（Deficit：特性のメリ・弱点や苦手なこと）、E（Excess or Extra：特性のハリ・強みや得意なこと）、F（Function：行動の機能）を加えたもの[24][25]。
- スキャッタープロット：問題行動が発生する時間帯を記録する手法。行動の発現頻度と時間帯を把握するのに用いられる[26]。

### コミュニケーション支援
強度行動障害の背景には、自らの意思や感情を適切な方法で伝えられないコミュニケーションの困難が関与していることが多い。このため、表出性（自分の思いや要求を伝える力）と受容性（相手の言葉や意図を理解する力）の両側面からの支援が重視されており、強度行動障害に対する有効な支援手段として位置づけられている。
自閉スペクトラム症の人は、聴覚情報よりも視覚情報を優先的に処理する視覚優位の傾向があることが知られている。また、特に重度の知的障害がある人に対しては、口頭での声かけを最小限にとどめることが推奨されている。これは、言語的な理解に困難がある当事者にとって、周囲からの言語情報がまるで理解できない外国語のように感じられるためである。このような状況下では、意味の分からない言葉による一方的な働きかけが混乱や不安を引き起こし、時にパニックを誘発することがある。そのため、視覚的な手がかりを使った双方向のやりとりが効果的とされる。
受容性コミュニケーションの支援としては、視覚的構造化が有効とされている。視覚的構造化とは、スケジュールや活動手順を実物、写真、絵、文字などの視覚的手段によって明示することで、行動の見通しを立てやすくし、不安や混乱の軽減を図る支援方法である。
一方、表出性コミュニケーションの支援には、PECSや筆談などの拡大・代替コミュニケーション（AAC）が活用される。PECSは絵カードを並べて文章を作成し、意思や要求を伝えることにより、自己表現を可能にする。また、iPadなどのタブレット端末を利用した「DropTalk」や「DropTap」、「PECS talk」などのアプリケーションも、有効なツールとして用いられている。